# Aberrapex manjajiae
Aberrapex manjajiae is een lintworm (Platyhelminthes; Cestoda). De worm is tweeslachtig. De soort leeft als parasiet in andere dieren.
Het geslacht Aberrapex, waarin de lintworm wordt geplaatst, wordt tot de familie Lecanicephalidea incertae sedis gerekend. Aberrapex manjajiae werd in 2006 voor het eerst wetenschappelijk beschreven door Jensen.